# Lectura Popular
Lectura Popular - Biblioteca d'autors catalans, fou una extensa col·lecció de llibrets dedicada a escriptors catalans, publicada per la Ilustració Catalana, entre el maig de 1913 i el maig de 1921.
Van editar 364 llibrets, endreçats en 21 volums (cada volum contenia uns 17 llibrets, aproximadament). Es venien setmanalment els dijous. Els llibrets tenien 32 planes, sense comptar la coberta i contracoberta que es suprimien quan s'enquadernaven en els volums originals. En col·leccionisme també es valoren els llibrets solts perquè conserven la coberta pròpia individual.
Publicaren obres de moltíssims autors catalans (Àngel Guimerà, Narcís Oller, etcètera), valencians (Teodor Llorente, etcètera) i balears (Maria Antònia Salvà, Miquel dels Sants Oliver, etcètera), tant dels més coneguts, prestigiosos o veterans, com de més desconeguts o novells. Així, la col·lecció té un gran interès literari i històric perquè mostra un panorama complert de tots els escriptors catalans de principis del segle xx i anterior.